# Ікітос (аеропорт)
Міжнародний аеропорт імені Франциско Секада Віньєтти (IATA: IQT, ICAO: SPQT) — це міжнародний аеропорт, який обслуговує Ікітос (столицю регіону Лорето, Перу) та п’яте за величиною місто Перу. Він також відомий як Міжнародний аеропорт Ікітос і є одним із головних аеропортів Перу. Він розташований за 7 км (4 милі) на південний схід від центру Ікітоса. Він має одну злітно-посадкову смугу довжиною 2500 м (8202 футів). Аеропорт відіграє особливо важливу матеріально-технічну та економічну роль, оскільки до міста Ікітос можна дістатися лише повітряним або річковим транспортом. Аеропорт відіграє особливо важливу матеріально-технічну та економічну роль, оскільки до міста Ікітос можна дістатися лише повітряним або річковим транспортом. Ікітос і Пукальпа є головними авіаційними вузлами в перуанській Амазонії.